# John Crichton-Stuart, II marchese di Bute
John Crichton-Stuart, II marchese di Bute (10 agosto 1793 – Cardiff, 18 marzo 1848), è stato un nobile britannico.
Sviluppò le industrie del carbone e del ferro in tutto il Galles meridionale e fece costruire il Porto di Cardiff, che consentì all'esportazione del ferro e carbone, portando all'incremento del valore delle sue terre nel Glamorganshire.
Contrasse una malattia agli occhi ed è rimasto ipovedente per il resto della sua vita. Era severo ma con un talento per la gestione del territorio. Concentrò la sua routine quotidiana su un'ampia corrispondenza con i suoi amministratori locali, facendo tour biennali delle sue terre in tutto il paese. Era un membro della Camera dei Lord e controllava i voti di diversi membri della Camera dei Comuni. Era un politico conservatore e religioso, un seguace del duca di Wellington, ma raramente prendeva parte ai dibattiti nazionali a meno che non fossero coinvolti i suoi interessi commerciali.
È stato Lord luogotenente di Buteshire e di Glamorgan, nel sud del Galles dal 1815 alla sua morte. Ha fondato molte banche e aziende industriali. Le entrate l'hanno reso uno dei più ricchi aristocratici della Gran Bretagna.

## Biografia
Era il figlio di John Stuart, Lord Mount Stuart, e di sua moglie, Lady Elizabeth McDouall-Crichton. I suoi genitori provenivano entrambi da ambienti ricchi e aristocratici; suo padre sarebbe diventato il futuro marchese di Bute, con vaste proprietà terriere in Scozia e nel Galles meridionale, e sua madre era l'unica erede di Patrick McDouall-Crichton, VI conte di Dumfries, con oltre 63.980 acri (25.890 ettari) di terra in Scozia. Il padre di Bute morì in un incidente a cavallo nel febbraio 1794, lasciando Elizabeth a dare alla luce un figlio, Patrick, nello stesso anno.
Inizialmente crebbe a Dumfries House da sua madre e sua nonna, ma dopo la loro morte passò alle cure di suo nonno, il primo marchese di Bute, e viaggiò con lui attraverso l'Inghilterra e l'Europa. La sua famiglia lo considerava intelligente e andò a studiare al Christ's College di Cambridge nel 1809. Negli anni successivi visitò il Mediterraneo, la Scandinavia e la Russia, interessandosi vivamente all'economia fondiaria. Ha sviluppato una malattia agli occhi durante questo periodo diventando parzialmente cieco, rendendolo incapace di viaggiare senza assistenza o di tollerare luci intense e trovando difficoltà a leggere o scrivere.
Nel 1803 successe al nonno materno come conte di Dumfries, aggiungendo "Crichton" al suo cognome. Nel 1814 successe al nonno paterno come marchese di Bute. Preferiva vivere a Mount Stuart House; non gli piaceva Londra e trascorreva solo poche settimane al castello di Cardiff ogni anno.
Preoccupato per la sua crescente cecità e per non godersi la vita sociale a Londra, Bute si ritirò nelle sue tenute sull'isola di Bute per i successivi sei anni. Per gli standard aristocratici dell'epoca, Bute viveva uno stile di vita solitario. A causa della sua personalità e della sua scarsa vista, non gli piaceva la caccia, il tiro a segno o le grandi riunioni sociali, né gli piacevano i cavalli da corsa o il gioco d'azzardo.  Rispetto ad altri proprietari terrieri del periodo, Bute era relativamente filantropico, ad esempio donò circa il 7/8 % del suo reddito da locazione dal Galles meridionale in donazioni di beneficenza. Era desideroso di finanziare le scuole locali e di costruire nuove chiese, in parte perché così facendo poteva scoraggiare qualsiasi mossa verso l'anticonformismo e lo scioglimento della Chiesa ufficiale.
Nel 1845 cadde da cavallo e nell'incidente si ferì ulteriormente agli occhi, rendendogli ancora più difficile leggere e scrivere. Il rapporto con suo fratello Patrick era spesso difficile. Le loro opinioni politiche non coincidevano, poiché Patrick era molto più liberale di Bute. Sebbene fece in modo che Patrick diventasse un membro del Parlamento nel 1818, nel 1831 le loro opinioni divergenti portarono Bute a rimuoverlo dal Parlamento.

## Proprietario terriero e industriale

### Gestione patrimoniale
Bute era determinato a incrementare le sue diverse tenute e riceverne il miglior profitto possibile. Era un manager attivo e ambizioso, pronto a generare nuove idee per le proprietà e trascorreva la maggior parte del suo tempo a gestirle. Nonostante la sua scarsa vista, scriveva almeno sei lettere al giorno ai suoi amministratori. Aveva rapporti dettagliati delle sue varie proprietà e attività; per tenere il passo con gli affari a Glamorgan, ad esempio, leggeva i giornali gallesi locali dalla sua casa in Scozia e scambiando lettere con influenti personaggi locali. Riconobbe che le sue proprietà terriere erano troppo estese e disparate per essere gestite facilmente e tentò di razionalizzarle. Tentò di vendere le sue proprietà di Luton all'inizio del 1820 ma non riuscì a ottenere un prezzo adeguato; li vendette con successo all'inizio del 1840.
Quando si sposò nel 1818, pose le sue proprietà in Inghilterra e Galles in un accordo fiduciario per eventuali futuri figli, ma questo accordo scadde con la morte della sua prima moglie nel 1842; quando si risposò nel 1845 fu stipulato un accordo fiduciario simile, sebbene in questa versione le proprietà di Glamorgan fossero amministrate separatamente dalle sue altre proprietà in Inghilterra e Galles. Bute ha continuato a gestire personalmente la sua rete di proprietà, aiutato da Onesipherus Bruce, un avvocato e amico intimo.
Già nel 1815 Bute fece esaminare completamente le sue tenute di Glamorgan, il che evidenziò che le tenute erano state trascurate per molti anni e ora erano in pessime condizioni. Edward Richards divenne l'alto funzionario responsabile delle proprietà nel 1824 e rappresentò Bute sia nella tenuta che negli affari politici in tutta la regione. Nonostante ciò, Bute mantenne l'autorità finale anche su questioni piuttosto minori nelle tenute, comprese le decisioni sui bottoni da utilizzare sulle uniformi scolastiche locali o il riutilizzo di un'asta della bandiera rotta,. Man mano che la complessità delle tenute di Glamorgan cresceva, furono nominati più funzionari per aiutare a gestire i moli, le fattorie e gli interessi minerari, ma questi riferirono tutti separatamente a Bute, esercitando una crescente pressione sul marchese.
Sull'isola di Bute, il marchese ampliò le sue proprietà, acquistando terreni ad Ascog, Kilmahalmag e Etterick Mill.

### Glamorganshire
Bute fu strettamente coinvolto negli sviluppi in tutto il Glamorganshire durante la prima metà del XIX secolo. La regione ha visto enormi cambiamenti economici e sociali in un breve periodo. La popolazione triplicò nei primi quarant'anni del secolo e la produzione industriale aumentò vertiginosamente, con la produzione di ghisa che è passata da 34.000 a 277.000 tonnellate tra il 1796 e il 1830. L'industria e l'estrazione mineraria sostituirono l'agricoltura come principali fonti di lavoro. Procedendo e rispondendo a questi cambiamenti, Bute trasformò la sua tenuta nel Galles meridionale in una grande impresa industriale.
Le proprietà terriere di Bute a Glamorgan erano sparse in tutta la contea e lui prese provvedimenti per consolidarle, vendendo circa 1.800 acri (730 ha) di alcune delle proprietà periferiche nell'ovest e investendo pesantemente nell'acquisto di 4.600 acri (1.900 ha) di terreno intorno Cardiff tra il 1814 e il 1826. L'aumento dei prezzi dei terreni e dei costi delle banchine pose fine a questa espansione. Bute aveva ereditato debiti per £ 62.500, ma al momento della sua morte doveva £ 493.887. Finanziare e sostenere questo debito era difficile, in particolare durante i primi anni 1840, quando il credito era difficile da ottenere e Bute fu costretto a destreggiarsi tra istituti di credito. Credeva che alla fine i suoi investimenti avrebbero dato i suoi frutti.
La crescita economica in tutto il Galles meridionale fece aumentare la domanda di nuovi alloggi per la crescente forza lavoro. Bute non era disposto a vendere nessuna delle sue terre per l'edilizia abitativa e non vedeva molti profitti nella costruzione e nell'affitto di alloggi, ma era disposto ad affittare terreni nelle aree urbane in crescita e nelle comunità minerarie per lo sviluppo del territorio. Inizialmente, tentò di negoziare contratti di locazione di 63 anni, che avrebbero dato ai suoi successori un'ulteriore flessibilità iniziale nel modo in cui gestivano la terra, ma questi si sono rivelati impopolari, quindi tornò a offrire i più tipici contratti di locazione di 99 anni. Nessuno dei contratti offerti da Bute consentiva al locatario di acquistare la proprietà o rinnovare automaticamente l'affitto alla fine di questo periodo, il che alla fine si tradusse in notevoli difficoltà politiche per il terzo e il quarto marchese quando ci fu una tempesta di reclami alla fine del XIX secolo e l'inizio del XX secolo. Iniziò ad approvare personalmente i progetti per i nuovi edifici, tracciando alcune grandi strade nel centro di Cardiff e conservando aree aperte per un eventuale utilizzo come parchi. Tuttavia, furono investiti pochissimi soldi nei sistemi fognari e di drenaggio e un'inchiesta del 1850 dimostrò che ciò aveva provocato epidemie di colera in tutta la città.
All'inizio del XIX secolo, le indagini scientifiche iniziarono a indicare che le valli di Glamorgan erano ricche di depositi di carbone. Bute, che già possedeva miniere di carbone nella contea di Durham, commissionò ulteriori indagini nel 1817 e nel 1823-24 che mostrarono che c'erano potenzialmente enormi profitti da ricavare dalle riserve, sia dal carbone che giaceva sotto le terre di Bute, ma anche dal carbone sotto terre comuni nella regione che Bute poteva rivendicare attraverso i suoi titoli feudali.
I profitti aumentarono da £ 872 nella seconda metà del 1826 a £ 10.756 nel 1848-1849.

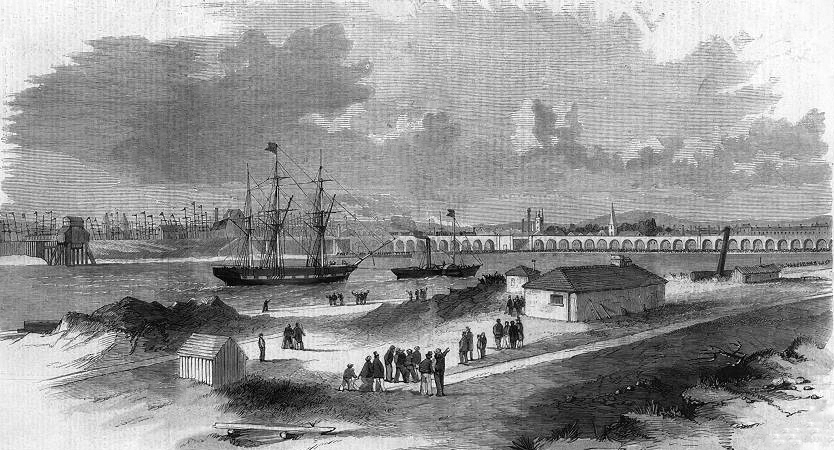
Parte del Cardiff Docks nel 1859

### Cardiff Docks
Tra il 1822 e il 1848 Bute svolse un ruolo centrale nella creazione dei Cardiff Docks. L'idea gli fu avanzata per la prima volta da uno dei suoi collaboratori nel 1822, il quale suggerì che, con il giusto investimento, Cardiff poteva essere trasformata in un importante porto per l'esportazione di carbone e ferro. Il porto marittimo esistente, utilizzato dal canale Glamorganshire, era piccolo e inefficiente. Inizialmente Bute si oppose ai piani per i moli proposti dai maestri siderurgici locali, ma poi cambiò idea e poco dopo proseguì con il proprio piano.
I suoi sforzi furono ripagati e sebbene il commercio attraverso le banchine arrivasse solo a 8.000 tonnellate nel 1839, aumentarono rapidamente, raggiungendo le 827.000 tonnellate nel 1849. Tra il 1841 e il 1848 le banchine portarono un reddito lordo di poco meno di £ 68.000, una cifra relativamente deludente rispetto alla dimensione dell'investimento. I successivi marchesi si trovarono sotto un'enorme pressione per continuare a investire ed espandere i moli.

## Politica

### Politica nazionale
Bute è nato nel sistema di governo pre-riforma in Gran Bretagna. Il parlamento britannico era diviso nella Camera dei Lord ereditaria e nella Camera dei Comuni eletta, ma i sistemi di voto variavano ampiamente in tutta l'Inghilterra e in molti casi solo un numero molto limitato di persone locali era autorizzato a votare. Alcuni membri della Camera dei Lord, chiamati "patroni", spesso controllavano questi seggi "chiusi" o "nominati" alla Camera dei Comuni, nominando di fatto i propri candidati. Le critiche al sistema, guidate dai Whigs, crebbero durante la prima metà della sua vita.
Bute era un membro della Camera dei Lord, in grado di votare sugli affari nazionali, ma aveva la reputazione di non partecipare se non per votare su atti relativi alle sue proprietà o interessi commerciali. Quando votava, di solito era un conservatore moderato, e lo stesso Bute si descriveva come un seguace del duca di Wellington, a quel tempo un importante politico Tory. Era a favore dell'emancipazione cattolica, contrario alla schiavitù, alla New Poor Law e alle Game Laws. Come Wellington, era favorevole all'abrogazione delle Corn Laws. Tuttavia, si oppose appassionatamente alla riforma elettorale e a qualsiasi tentativo di smantellare la Chiesa d'Inghilterra o di Scozia. Bute aveva forti opinioni sulla necessità di incoraggiare i poveri a lavorare ed era favorevole a rimuovere i poveri irlandesi dalla terraferma in Irlanda. 

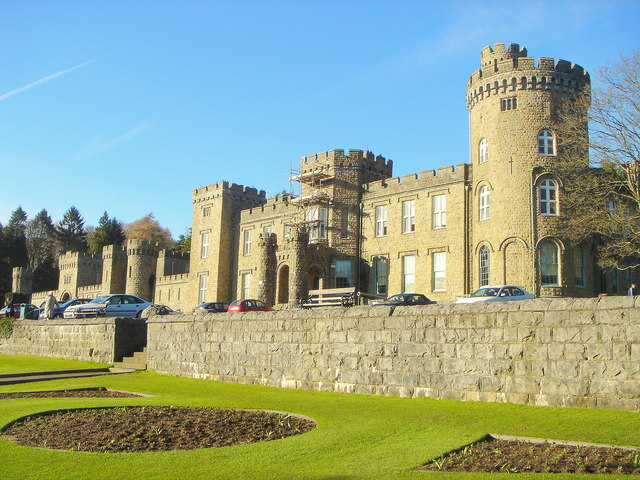
Cyfarthfa Castle, teatro della Merthyr Rising nel 1831

### Merthyr Rising
Bute svolse un ruolo nell'evento del Merthyr Rising, una grande protesta industriale avvenuta a Merthyr Tydfil nel Galles meridionale nel 1831. Le tensioni politiche tra le classi lavoratrici a Glamorgan erano cresciute durante gli anni 1820: sebbene i salari fossero impressionanti per gli standard contemporanei negli anni buoni si deteriorarono rapidamente durante le depressioni, facendo precipitare molti nella miseria; gli standard igienico-sanitari nelle comunità industriali in rapida crescita erano spaventosi, i tassi di mortalità infantile erano estremamente alti. Il 1831 vide una grave depressione economica, con salari in rapido calo e prezzi alimentari in aumento, e numerose denunce contro i tribunali locali e i loro ufficiali giudiziari.

## Matrimoni

### Primo Matrimonio
Sposò, il 29 luglio 1818 a Londra, Lady Mary North (26 dicembre 1793-11 settembre 1841), figlia di George North, III conte di Guilford. Le furono versate 40.000 sterline al momento del suo matrimonio e lei avrebbe dovuto ereditare un terzo delle vaste proprietà di suo padre. I contemporanei consideravano Mary una donna gentile e piacevole, ma spesso non stava bene e il matrimonio si rivelò senza figli. Nel 1827 suo suocero morì e Mary ereditò terre per un valore di oltre £ 110.000.
Alla morte della moglie, come risultato dell'accordo prematrimoniale, Bute continuò a trarre i redditi dalla proprietà della sua defunta moglie per il resto della sua vita, anche se ufficialmente le proprietà alla fine sarebbero passate alla sorella di Mary, Lady Susan, alla sua morte.

### Secondo Matrimonio
Sposò, il 10 aprile 1845, Lady Sophia Rawdon-Hastings (1 febbraio 1809-28 dicembre 1859), figlia di Francis Rawdon-Hastings, I marchese di Hastings. Ebbero due figli:
- un figlio (1846)
- John Patrick Crichton-Stuart (12 settembre 1847-9 ottobre 1900).

Sophia era ossessiva, difficile da accontentare e non andava d'accordo con la famiglia di John, specialmente con suo fratello.

## Morte
Bute morì a Cardiff il 18 marzo 1848 e fu sepolto a Kirtling, insieme a Mary, la sua prima moglie. Il suo funerale ha visto la partecipazione di 31 carrozze e ha attirato una grande folla, sebbene il suo funerale sia stato snobbato dai mastri siderurgici locali. La stampa nazionale ha dato alla sua morte poca copertura, ma il Daily Chronicle locale ha notato l'insolito risultato di Bute nella costruzione della base industriale delle sue tenute nel Galles meridionale, e ha particolarmente elogiato il suo ruolo nella costruzione dei Cardiff Docks. I Cardiff Docks, la cui apertura nel 1837 aveva portato la stampa a lodare Bute come "il creatore della moderna Cardiff", continuarono a trasformare la città nel resto del secolo.

## Ascendenza
|                                                 |                |                                                | Genitori                                   |  |  | Nonni |  |  | Bisnonni                       |  |  | Trisnonni                      |  |
|                                                 |                |                                                |                                            |  |  |       |  |  | John Stuart, III conte di Bute |  |  | James Stuart, II conte di Bute |  |
|                                                 |                |                                                |                                            |  |  |       |  |  | John Stuart, III conte di Bute |  |  | James Stuart, II conte di Bute |  |
|                                                 |                | lady Anne Campbell                             |                                            |  |  |       |  |  | John Stuart, III conte di Bute |  |  |                                |  |
| John Stuart, I marchese di Bute                 |                |                                                |                                            |  |  |       |  |  | John Stuart, III conte di Bute |  |  |                                |  |
|                                                 |                | Mary Wortley-Montagu, I baronessa Mount Stuart | Edward Wortley-Montagu                     |  |  |       |  |  |                                |  |  |                                |  |
|                                                 |                | Mary Wortley-Montagu, I baronessa Mount Stuart | Edward Wortley-Montagu                     |  |  |       |  |  |                                |  |  |                                |  |
|                                                 |                | Mary Wortley-Montagu, I baronessa Mount Stuart | lady Mary Pierrepont                       |  |  |       |  |  |                                |  |  |                                |  |
| John Stuart, lord Mount Stuart                  |                | Mary Wortley-Montagu, I baronessa Mount Stuart |                                            |  |  |       |  |  |                                |  |  |                                |  |
|                                                 |                | Herbert Windsor, II visconte Windsor           | Thomas Windsor, I visconte Windsor         |  |  |       |  |  |                                |  |  |                                |  |
|                                                 |                | Herbert Windsor, II visconte Windsor           | Thomas Windsor, I visconte Windsor         |  |  |       |  |  |                                |  |  |                                |  |
|                                                 |                | Herbert Windsor, II visconte Windsor           | lady Charlotte Herbert                     |  |  |       |  |  |                                |  |  |                                |  |
| lady Charlotte Jane Windsor                     |                | Herbert Windsor, II visconte Windsor           |                                            |  |  |       |  |  |                                |  |  |                                |  |
|                                                 |                | Alice Clavering                                | sir John Clavering, III baronetto          |  |  |       |  |  |                                |  |  |                                |  |
|                                                 |                | Alice Clavering                                | sir John Clavering, III baronetto          |  |  |       |  |  |                                |  |  |                                |  |
|                                                 |                | Alice Clavering                                | Jane Mallabar                              |  |  |       |  |  |                                |  |  |                                |  |
| John Crichton-Stuart, II marchese di Bute       |                | Alice Clavering                                |                                            |  |  |       |  |  |                                |  |  |                                |  |
|                                                 | John Macdowall | …                                              |                                            |  |  |       |  |  |                                |  |  |                                |  |
|                                                 | John Macdowall | …                                              |                                            |  |  |       |  |  |                                |  |  |                                |  |
|                                                 | John Macdowall | Margaret Haltridge                             |                                            |  |  |       |  |  |                                |  |  |                                |  |
| Patrick McDouall-Crichton, VI conte di Dumfries | John Macdowall |                                                |                                            |  |  |       |  |  |                                |  |  |                                |  |
|                                                 |                | lady Elizabeth Dalrymple                       | hon. William Dalrymple                     |  |  |       |  |  |                                |  |  |                                |  |
|                                                 |                | lady Elizabeth Dalrymple                       | hon. William Dalrymple                     |  |  |       |  |  |                                |  |  |                                |  |
|                                                 |                | lady Elizabeth Dalrymple                       | Penelope Crichton, IV contessa di Dumfries |  |  |       |  |  |                                |  |  |                                |  |
| lady Elizabeth Penelope Crichton                |                | lady Elizabeth Dalrymple                       |                                            |  |  |       |  |  |                                |  |  |                                |  |
|                                                 |                | Ronald Crauford                                | Patrick Crawford                           |  |  |       |  |  |                                |  |  |                                |  |
|                                                 |                | Ronald Crauford                                | Patrick Crawford                           |  |  |       |  |  |                                |  |  |                                |  |
|                                                 |                | Ronald Crauford                                | Jane Crawford                              |  |  |       |  |  |                                |  |  |                                |  |
| Margaret Crauford                               |                | Ronald Crauford                                |                                            |  |  |       |  |  |                                |  |  |                                |  |
|                                                 |                | Catherine Forbes                               | John Forbes                                |  |  |       |  |  |                                |  |  |                                |  |
|                                                 |                | Catherine Forbes                               | John Forbes                                |  |  |       |  |  |                                |  |  |                                |  |
|                                                 |                | Catherine Forbes                               | …                                          |  |  |       |  |  |                                |  |  |                                |  |
|                                                 |                | Catherine Forbes                               |                                            |  |  |       |  |  |                                |  |  |                                |  |